# 罗马桥 (龙达)
罗马桥（也称为阿拉伯橋）是西班牙南部城市龙达跨越120米深谷龙达峡谷的三座桥梁中的一座，另外两座分别是老桥和新桥。